# Zacarias Kamwenho
(Dom) Zacarias Kamwenho (Chimbundo, Huambo), 5 september 1934) is een Angolees priester en mensenrechtenverdediger.

## Aartsbisschop van Lubango
Van 26 augustus 1974 tot 10 augustus 1975 was hij hulpbisschop van het aartsbisdom Luanda. Van 8 oktober 1975 tot 3 maart 1995 was hij bisschop van het bisdom Sumbe, in zijn tijd eerst Ngunza en later Novo Redondo geheten. Van 15 januari 1997 tot 5 september 2009 was hij aartsbisschop in Lubango.
In 2003 trad hij terug als voorzitter van de Bisschopconferentie van Angola en werd hij opgevolgd door São Tome. Hij bleef niettemin invloedrijk, vooral op het gebied van het bevorderen van vrede en stabiliteit.

## Inzet voor vrede en democratie in Angola
Kamwenho staat sinds 1999 in de voorhoede van de vredesbeweging die in dat jaar verstrekt opkwam en waarin kerkleiders en diverse maatschappelijke organisaties zich inzetten voor een algemene nationale verzoening. Kamwenho bepleitte vooral de politieke dialoog om na 26 jaar uit de burgeroorlog te komen en een vreedzame weg in te slaan.
Hij is samen met andere kerkleiders en organisaties voor een groot deel verantwoordelijk voor het bereiken van het staakt-het-vuren, het opstarten van de vredesbesprekingen en het bewerkstelligen van gunstiger klimaat richting democratisering na de moord in 2002 op de leider van de anticommunistische UNITA, Jonas Savimbi. Bij diens dood streefde hij naar een vrede die alle Angolezen zou dienen en niet alleen de winnaars aan de macht zou brengen.
Kamwenho heeft het voorzitterschap bekleed van de Oecumenische Commissie voor Vrede in Angola, dat naar bevordering van een vredige samenleving streeft, onder meer door de bevordering van sociale rechtspraak.

## Onderscheiding
In 2001 ontving Zacarias Kamwenho samen met Izzat al-Ghazzawi en Nurit Peled-Elhanan de Sacharovprijs voor de Vrijheid van Denken van het Europees Parlement. De Sacharovprijs is bestemd voor personen en organisaties die zich wijden aan de bescherming van de rechten en fundamentele vrijheden van de mens.